# Eduardo Sosa
Eduardo José Sosa Vegas (Acarigua, 20 giugno 1996) è un calciatore venezuelano, centrocampista svincolato.

## Caratteristiche tecniche
È un trequartista.

## Carriera
Cresciuto nelle giovanili dello Zamora FC, ha esordito il 10 novembre 2013 in occasione del match pareggiato 0-0 contro il Trujillanos.

## Statistiche

### Presenze e reti nei club
Statistiche aggiornate al 12 giugno 2019.
| Stagione             | Squadra              | Campionato           | Campionato | Campionato | Coppe nazionali | Coppe nazionali | Coppe nazionali | Coppe continentali | Coppe continentali | Coppe continentali | Altre coppe | Altre coppe | Altre coppe | Totale | Totale | Totale |
| Stagione             | Squadra              | Comp                 | Pres       | Reti       | Comp            | Pres            | Reti            | Comp               | Pres               | Reti               | Comp        | Pres        | Reti        | Pres   | Reti   |        |
| -------------------- | -------------------- | -------------------- | ---------- | ---------- | --------------- | --------------- | --------------- | ------------------ | ------------------ | ------------------ | ----------- | ----------- | ----------- | ------ | ------ | ------ |
| 2013-2014            | Zamora FC            | PD                   | 1          | 0          | CV              | 0               | 0               |                    | -                  | -                  |             | -           | -           | 1      | 0      |        |
| 2014-2015            | Zamora FC            | PD                   | 4          | 0          | CV              | 0               | 0               |                    | -                  | -                  |             | -           | -           | 4      | 0      |        |
| 2015                 | Zamora FC            | PD                   | 1          | 0          | CV              | 0               | 0               | CL                 | 0                  | 0                  |             | -           | -           | 1      | 0      |        |
| 2016                 | Zamora FC            | PD                   | 8          | 0          | CV              | 0               | 0               | CS                 | 0                  | 0                  |             | -           | -           | 8      | 0      |        |
| 2017                 | Zamora FC            | PD                   | 34         | 6          | CV              | 7               | 1               | CL                 | 5                  | 1                  |             | -           | -           | 46     | 8      |        |
| Totale Zamora FC     | Totale Zamora FC     | Totale Zamora FC     | 48         | 6          |                 | 7               | 1               |                    | 5                  | 1                  |             | -           | -           | 60     | 8      |        |
| 2018                 | Columbus Crew        | MLS                  | 10         | 1          | USCup           | 1               | 0               |                    | -                  | -                  |             | -           | -           | 11     | 1      |        |
| 2019                 | Columbus Crew        | MLS                  | 3          | 0          | USCup           | 0               | 0               |                    | -                  | -                  |             | -           | -           | 3      | 0      |        |
| Totale Columbus Crew | Totale Columbus Crew | Totale Columbus Crew | 13         | 1          |                 | 1               | 0               |                    | -                  | -                  |             | -           | -           | 14     | 1      |        |
| Totale carriera      | Totale carriera      | Totale carriera      | 61         | 7          |                 | 8               | 1               |                    | 5                  | 1                  |             | -           | -           | 74     | 9      |        |

## Palmarès

### Competizioni nazionali
- Campionato venezuelano: 3

Zamora FC: 2013-2014, 2015, 2016